# Francesco Alidosi
Francesco Alidosi (germà d'Obizzo Alidosi), associat al govern se les senyories de Castel del Rio, Massa Alidosia, i altres i al comtat de Sassiglione el 1495. Elegit bisbe de Mileto (Itàlia) el 6 de març de 1504, traslladat a Pavia el 30 de maig de 1505 creat cardenal el 1505, legat pontifici a Bolonya (maig a setembre del 1508) i a la Romanya (maig a novembre del 1508), bisbe de Cremona el 1509 i legat pontifici a Bolonya el 1510. Mort assassinat per Francesco Maria della Rovere duc d'Urbino a Ravenna el 24 de maig de 1511.